# Leonard Bloomfield
Leonard Bloomfield (1. april 1887 – 18. april 1949) var en amerikansk sprogforsker og forfatter.
Han skrev i 1933 bogen Language, som fik grundlæggende betydning for den strukturelle sprogforskning.
han inddeler vores fællesejendom og identitetsmedskabende sprog i tre niveauer:
- den primære respons er "brugen af sprog"
- den sekundære respons er "terminologien i den enkeltes sprogbrug"
- den tertiære respons er "den energi hvormed vi beskytter den forståelse af sprogbrugens renhed som vi forstår"

| USA | Spire Denne biografi om en amerikaner er en spire som bør udbygges. Du er velkommen til at hjælpe Wikipedia ved at udvide den. | Biografi |